# K6리그 서울
K6리그 서울(K6 League Seoul)은 대한민국 서울특별시에서 진행되는 축구 대회이다.

## 역사
2018년에 '디비전-6 서울특별시 리그'라는 이름으로 시작되었다. 2018 시즌부터 2개의 지역으로 구분하여 총 16개의 선수단이 참여하고있다.

## 시즌별 결과
| 시즌 | 권역  | 우승               | 준우승          |
| ---- | ----- | ------------------ | --------------- |
| 2018 | 서울A | 벽산 플레이어스 FC | FC 잇플         |
| 2018 | 서울B | FC 투게더          | FC 새벽녘       |
| 2019 | 서울A | 동작 SB FC         | 신길 유나이티드 |
| 2019 | 서울B | 곰두리 FC          | 경인축구회      |
| 2020 | 서울  | TNT FC             | 동작 SB FC      |
| 2021 | 서울  |                    |                 |

## 같이 보기
- K6리그